# ارکروده
ارکروده (به آلمانی: Erkerode) یک شهر در آلمان است که در Wolfenbüttel واقع شده‌است. ارکروده ۱٬۰۵۳ نفر جمعیت دارد.